# Millencolin
Millencolin är ett svenskt punkrockband från Örebro, som grundades 1993. Debutalbumet Tiny Tunes, senare kallat Same Old Tunes, gavs ut 1994. 

## Historia
Millencolin grundades under andra halvan av 1993 av Nikola Sarcevic, Mathias Färm och Erik Ohlsson. Fredrik Larzon kom med i bandet senare under 1993. Bandet var ett av de första som kontrakterades av skivbolaget Burning Heart Records, då ett litet independentbolag beläget i Fagersta. Innan Millencolin bildades spelade medlemmarna i band som Charles Hårfager, Seigmenn och Kung Pung. Namnet Millencolin kommer av ordet melancholy, som är namnet på ett skateboardtrick.
1994 släpptes debutalbumet Tiny Tunes, men Warner Bros stämde då Burning Heart Records eftersom det snarlika Tiny Toons är ett registrerat varumärke tillhörande Warner Bros. Omslaget och namnet på debutplattan ändrades därför till Same Old Tunes.
Millencolin deltar på albumet Ge fan i våra vatten, som gavs ut 18 maj 2007, tillsammans med elva andra band, bland andra Weeping Willows, Backyard Babies, Moneybrother och Hellacopters. Intäkterna går till fiskarna och deras vatten. Det är en välgörenhetsskiva som är gjord för att bevara de svenska fiskevattnen och förhindra att de förorenas.
Bandet släppte sitt åttonde album tidigt i andra kvartalet år 2008. Inspelningarna började den 26 oktober 2007 och skedde i Soundlab Studios i Örebro. Den nya skivan, Machine 15, kom ut i de europeiska skivbutikerna den 7 april. Producent på Machine 15 såväl som tidigare alstret Home from Home är Lou Giordano.
Millencolin har genomfört flera världs- och Europaturnéer under åren, och detta har medfört att de fått fans runt hela världen. Nikola Sarcevic sjunger också solo och hans första album Lock-Sport-Krock kom ut i juli 2004. Mathias Färm är även sångare/gitarrist i bandet Franky Lee. Gitarristen Erik Ohlsson arbetar även som grafisk designer och har formgivit allt material till Millencolin. Trummisen Fredrik Larzon spelar trummor i bandet Kvoteringen och har skivbolaget Denihl Records.

## Medlemmar
- Nikola Sarcevic – sång, bas
- Mathias Färm – gitarr
- Erik Ohlsson – gitarr
- Fredrik Larzon – trummor

## Diskografi

### Demo
- 1992 – Goofy
- 1993 – Melack

### Album
- 1994 – Same Old Tunes (från början Tiny Tunes)
- 1995 – Life on a Plate
- 1997 – For Monkeys
- 1999 – The Melancholy Collection
- 2000 – Pennybridge Pioneers
- 2002 – Home from Home
- 2005 – Kingwood
- 2008 – Machine 15
- 2012 – The Melancholy Connection (CD/DVD)
- 2015 – True Brew
- 2019 – SOS

### EP
- 1993 – Use Your Nose
- 1994 – Skauch
- 2001 – No Cigar
- 2001 – Millencolin/Midtown

### Singlar
- 1994 – "Da Strike"
- 1995 – "The Story of My Life"
- 1996 – "Move Your Car"
- 1997 – "Lozin' Must"
- 1997 – "Twenty Two"
- 2000 – "Penguins & Polarbears"
- 2000 – "Fox"
- 2002 – "Kemp"
- 2002 – "Man or Mouse"
- 2003 – "Battery Check"
- 2003 – "E20 Norr"
- 2005 – "Ray"
- 2005 – "Shut You Out"
- 2008 – "Detox"
- 2009 – "Örebro"
- 2012 – "Carry You"

### Övrigt
- 1999 – Millencolin and the Hi-8 Adventures (VHS/DVD)